# 砖室墓
砖室墓是中國古代的一種墓葬构造形式。這類墓葬的墓室用砖构筑。西汉时期，砖室墓在中原地区发展。东汉時期，砖室墓在全国各地普遍流行，成为墓室构造的最主要形式，一直至近代。
砖分两种，一种是空心砖，此類砖室墓称为空心砖墓，战国時代晚期已在河南郑州出现，西汉中后期流行，东汉初已開始少见。另一种是条砖（長方磚），战国時代晚期的秦國墓葬已有条砖墓。此類磚室墓在东汉及以后各代盛行。。